# Cadena de las Américas
La Cadena de las Américas va ser una emissió especial transmesa l'any 1992 per la cadena Televisa i altres cadenes americanes de televisió, en commemoració dels 500 anys de la arribada de Cristòfor Colom a Amèrica. Va durar un total de 176 dies, entre el 20 d'abril i el 12 d'octubre de 1992. En el projecte van participar dinou països de parla hispana.
La transmissió constava de programes d'una hora de durada, el títol de la qual era el nom del país al que estava dedicat el programa. Cada programa dedicat a un país mostrava diversos aspectes de la cultura, la religió, els usos i costums, personatges històrics importants, llocs d'interès, grups ètnics, geografia, economia, problemes que afrontava el país, etc.
Addicional a això, es transmetien diversos programes especials, així com una telenovel·la titulada Carrusel de las Américas, transmesa per les cadenes americanes de televisió al final de la transmissió diària i a Televisa en l'horari de les telenovel·les infantils.

## Països integrants
Els països que van participar en Cadena de les Amèriques van ser (en ordre de presentació):
| País                 | Canal o cadena                             |
| -------------------- | ------------------------------------------ |
| Argentina            | ATC i Canal 9 Libertad                     |
| Bolívia              |                                            |
| Colòmbia             | Cadena 3                                   |
| Costa Rica           | Sinart Canal 13                            |
| Xile                 | Megavisión i RTU                           |
| Equador              | Gama TV                                    |
| El Salvador          | Telecorporación Salvadoreña (Canals 4 i 6) |
| Espanya              | Televisión Española                        |
| Guatemala            | Canal 3 i Televisiete                      |
| Hondures             | Telesistema                                |
| Mèxic                | Televisa                                   |
| Nicaragua            |                                            |
| Panamà               | RPC Televisión                             |
| Paraguai             | SNT i Canal 13 RPC                         |
| Perú                 | América Televisión i ATV                   |
| Puerto Rico          |                                            |
| República Dominicana | Radio Televisión Dominicana                |
| Uruguai              | Canal 4 Monte Carlo Televisión             |
| Veneçuela            | Venevisión                                 |

## Programes
A més dels programes dedicats als països, es transmetien entre d'altres, els següents programes:
- Carrusel de las Américas: telenovel·la commemorativa dels 500 anys de l'arribada dels espanyols al continent americà. Cada nen de la telenovel·la representava la manera de pensar d'un país diferent.
- Iberoamérica Hoy: programa de mitja hora conduït per Julieta Rosen i Gonzalo Vega, que transmetia breus reportatges dels països participants. Aquest programa finalitzava amb una rondalla típica d'algun país del continent americà.
- El Sida: enfermedad del siglo XXI: reportatges i recerques especials sobre el sida i les seves repercussions en la societat llatinoamericana.
- Y Vero América Va: Programa musical conduït per l'actriu Verónica Castro.
- Toros: corrida de les Amèriques.
- Encuentro para Gente Grande: Programa del coneixement dels successos i la cultura del continent iberoamericà i Espanya.